# Lithophane luteocosta
Lithophane luteocosta là một loài bướm đêm trong họ Noctuidae.